# Плантаторский пунш
«Плантаторский пунш» (англ. Planter's Punch) — алкогольный коктейль, смешиваемый из тёмного рома, фруктовых соков, гренадина, сахарного сиропа и ангостуры. Классифицируется как лонг дринк (англ. Long Drink). Входит в число официальных коктейлей Международной ассоциации барменов (IBA), категория «Незабываемые» (англ. Unforgettables).

## История
Коктейль известен с XIX века, однако не обязательно под таким названием. Претензии на авторство высказывали как минимум два «Отеля плантаторов» (англ. Planter's Hotel), в честь которых предположительно назван напиток. Наиболее известным является отель в Сент-Луисе, где работал знаменитый бармен Джерри Томас, автор первого в США руководства для барменов. Однако среди множества коктейлей, описанных в его книге Bar-Tender’s Guide (1862), «Плантаторский пунш» не встречается.
Возможно, первой публикацией рецепта является стихотворение в сентябрьском выпуске 1878 года лондонского журнала Fun. В 1908 году рецепт коктейля опубликовал The New York Times. Но наибольшую популярность он приобрёл в 1930-е годы, после отмены сухого закона в США.
Коктейль имел множество вариаций, а современный рецепт, по всей вероятности, появился в 1920-е годы в отеле Myrtle Bank Hotel в Кингстоне на Ямайке. При этом каждый курорт на острове имеет своё мнение, как должен смешиваться этот напиток и каждый утверждает, что именно его рецепт является оригинальным.
Популярность коктейля была такой, что один из ямайских производителей рома изменил этикетку своего продукта на Planter’s Punch Rum («ром для плантаторского пунша»), а сам тёмный ром начали производить на Кубе и Пуэрто-Рико, где традиционным считался светлый ром.

## Рецепты и вариации
По рецепту журнала Fun смешивают один бокал лимонного сока с двумя бокалами сахара, затем добавляют три бокала рома и четыре бокала холодной воды.
В рецепте The New York Times 2 части лайма смешивались с 1,5 части сахара, к ним добавлялось 3 части рома Old Jamaica и 4 части воды.
Начиная с 1920-х годов в рецептах появляется гренадин и газированная вода, сок в большинстве случаев только лайма, иногда дополнительно добавляли грейпфрут, апельсин или другие фруктовые соки. В рецепте Myrtle Bank Hotel использовались ямайский ром, немного тростникового сахара, колотый лёд, ананас и апельсин; в качестве гарнира допускалась коктейльная вишня.
Общий принцип приготовления: одна часть кислого, две части сладкого, три части крепкого, четыре части лёгкого. Далее по собственному вкусу можно добавлять фрукты, ликёры и прочие ингредиенты.
В официальном рецепте Международной ассоциации барменов используются 45 мл тёмного рома, 35 мл апельсинового сока, 35 мл ананасового сока, 20 мл лимонного сока, 10 мл гренадина, 10 мл сахарного сиропа, 3—4 капли ангостуры. Все ингредиенты кроме ангостуры смешиваются в шейкере и сцеживаются в высокий бокал, затем добавляется ангостура и гарнир из коктейльной вишни и дольки ананаса.